# Ложниці (Примоштен)
Ложниці (хорв. Ložnice) — населений пункт у Хорватії, у Шибеницько-Книнській жупанії у складі громади Примоштен.

## Населення
Населення за даними перепису 2011 року становило 44 осіб.
Динаміка чисельності населення поселення:

## Клімат
Середня річна температура становить 14,52 °C, середня максимальна – 27,99 °C, а середня мінімальна – 1,83 °C. Середня річна кількість опадів – 720 мм.
| Клімат поселення                              | Клімат поселення | Клімат поселення | Клімат поселення | Клімат поселення | Клімат поселення | Клімат поселення | Клімат поселення | Клімат поселення | Клімат поселення | Клімат поселення | Клімат поселення | Клімат поселення | Клімат поселення |
| Показник                                      | Січ.             | Лют.             | Бер.             | Квіт.            | Трав.            | Черв.            | Лип.             | Серп.            | Вер.             | Жовт.            | Лист.            | Груд.            |                  |
| Середній максимум, °C                         | 10,22            | 10,52            | 13,20            | 16,70            | 21,86            | 25,74            | 27,99            | 27,79            | 23,34            | 18,96            | 13,61            | 10,62            |                  |
| Середня температура, °C                       | 6,01             | 6,33             | 9,00             | 12,50            | 17,65            | 21,53            | 24,49            | 24,27            | 19,83            | 15,47            | 10,09            | 7,13             |                  |
| Середній мінімум, °C                          | 1,83             | 2,12             | 4,80             | 8,28             | 13,44            | 17,32            | 20,97            | 20,76            | 16,32            | 11,94            | 6,58             | 3,60             |                  |
| Норма опадів, мм                              | 65               | 56               | 61               | 62               | 48               | 47               | 26               | 41               | 68               | 77               | 91               | 78               |                  |
| Середньомісячна швидкість вітру, м/с          | 3.24             | 3.38             | 3.46             | 3.28             | 2.89             | 2.60             | 2.63             | 2.51             | 2.82             | 2.99             | 3.60             | 3.55             |                  |
| Середньомісячна сонячна радіація, кДж/м²·день | 5534             | 8254             | 11998            | 16637            | 20685            | 23256            | 24772            | 21709            | 16158            | 10487            | 5944             | 4674             |                  |
| --------------------------------------------- | ---------------- | ---------------- | ---------------- | ---------------- | ---------------- | ---------------- | ---------------- | ---------------- | ---------------- | ---------------- | ---------------- | ---------------- | ---------------- |
| Джерело:                                      |                  |                  |                  |                  |                  |                  |                  |                  |                  |                  |                  |                  |                  |